# Catocala patricia
Catocala patricia là một loài bướm đêm trong họ Erebidae.